# Bousiri
Bousiri, de son nom complet Abū 'Abdallāh Muhammad ibn Sa'īd ul-Būsīrī Ash Shadhili, (1211–1294) fut un poète d'origine berbère sanhadja de Kabylie en Algérie qui écrivit sous le patronage du vizir Ibn Hinna.
Ses poèmes sont principalement d'inspiration religieuse, dont le plus connu est le « poème du manteau » (Qasidat al-Burda), entièrement consacré au louange de Mahomet, qui aurait guéri Bousiri d'une paralysie en lui passant son manteau (burda) sur le corps. Ce poème fut, du vivant même de son auteur, considéré comme sacré par les soufis : ses vers sont portés en amulette, récités dans les lamentations pour les défunts, et interpolés par de nombreux autres poèmes.
Il a été traduit en français par René Basset.

## Réfutation
De nombreux savants sunnites ont réfuté son poème Qasidat al-Burda pour son exagération à l'égard du Prophète Mohammed -éloges et salut d'Allah sur lui- car il le place en égal à Allah. Ceci est considéré comme de l'association qui constitue le plus grand péché en islam.
Parmi les exagérations on peut citer le vers suivant : « Ô le plus noble de la création, il n’y a rien pour me réfugier en dehors de toi ». L'auteur nie ainsi par cette phrase le refuge auprès d'autre que le Prophète, y compris Allah. Comment est-il possible de nier la possibilité de chercher refuge auprès d'Allah pour un musulman !? Et les exemples dans ce poème sont nombreux.
Le poème est au contraire commenté et médité par la fine fleur des savants musulmans à travers les siècles et ne l'ont réfuté que très récemment les partisans d'un wahabisme littérale, peu portés sur les nuances et horizons de sens qu'offre la poésie panégyrique.